# Ctenotettix kirgysicus
Ctenotettix kirgysicus är en insektsart som beskrevs av Vladimir Sergeevich Novikov och Anufriev. Ctenotettix kirgysicus ingår i släktet Ctenotettix och familjen dvärgstritar. Inga underarter finns listade i Catalogue of Life.